# Odaxothrissa vittata
Odaxothrissa vittata är en fiskart som beskrevs av Regan, 1917. Odaxothrissa vittata ingår i släktet Odaxothrissa och familjen sillfiskar. Inga underarter finns listade i Catalogue of Life.